# Teigrädchen

Gewelltes Teigrädchen aus Holz

Ein Teigrädchen (auch Backradel oder Backrädchen) ist ein Küchenwerkzeug, das aus einem Rädchen mit einem Stiel besteht und zum Schneiden von ausgerolltem Teig verwendet wird. Die Ausführung des Rädchens kann mit gewelltem, glattem oder gezahntem Rand sein.

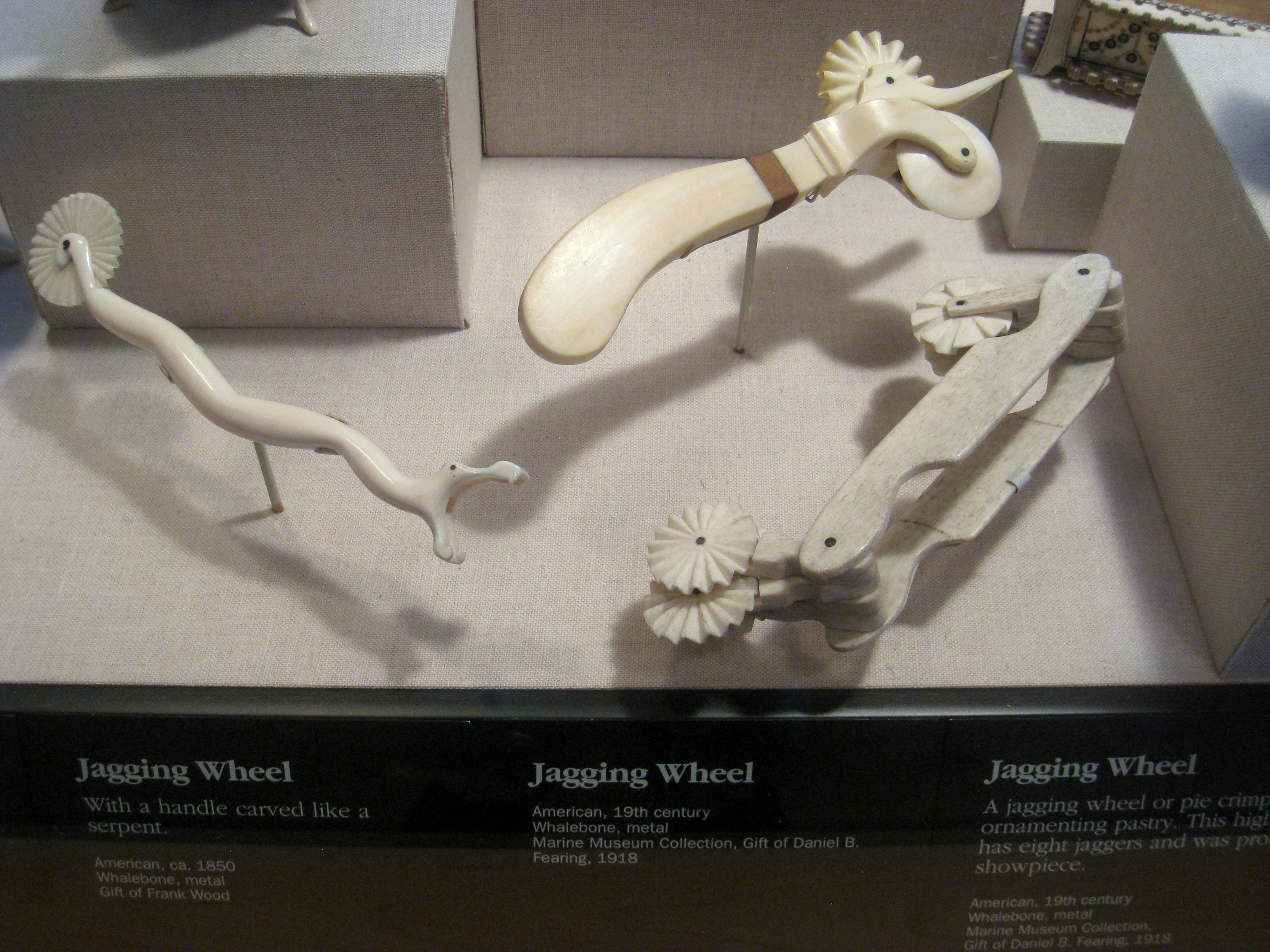
Teigrädchen aus Walknochen

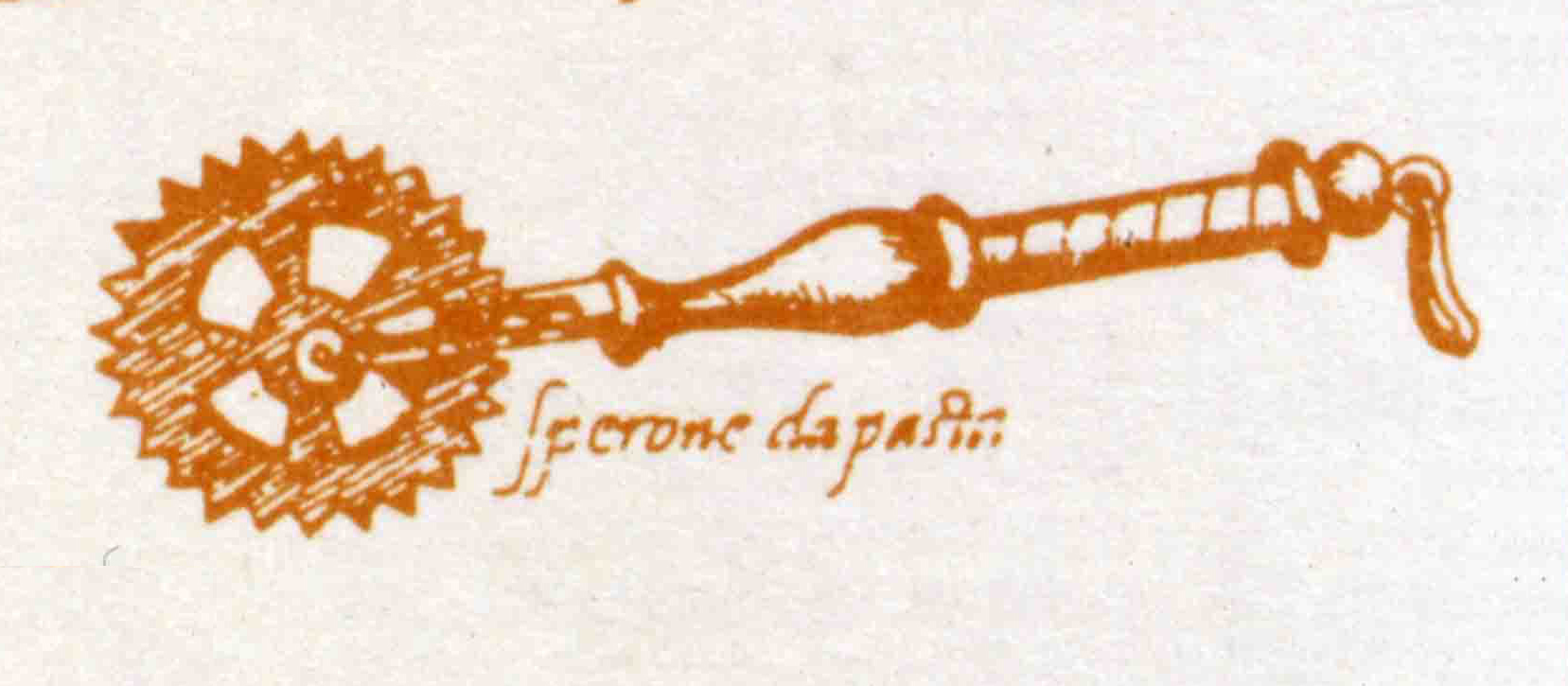
Teigrädchen – Darstellung von Bartolomeo Scappi (1570)

Das Teigrädchen wurde im Laufe der Zeit in verschiedenen Modellen und Ausführungen hergestellt, z. B. aus Holz, aus Walknochen, Elfenbein oder gar Silber, die Griffe waren oft kunstvoll mit geometrischen und zoomorphen Schnitzereien verziert. Heute besteht es meist aus einem Holzgriff und einem Metallrad.

## Geschichte
Erste Darstellungen von Nudelbrett, Nudelholz und Teigrädchen, wie sie heute noch für hausgemachte Teigwaren verwendet werden, sollen im Grabrelief Grotta Bella in Cerveteri aus dem 4. Jahrhundert v. Chr. zu sehen sein. Jedoch findet die Identifikation der dargestellten Werkzeuge als Küchengeräte keine allgemeine Akzeptanz.

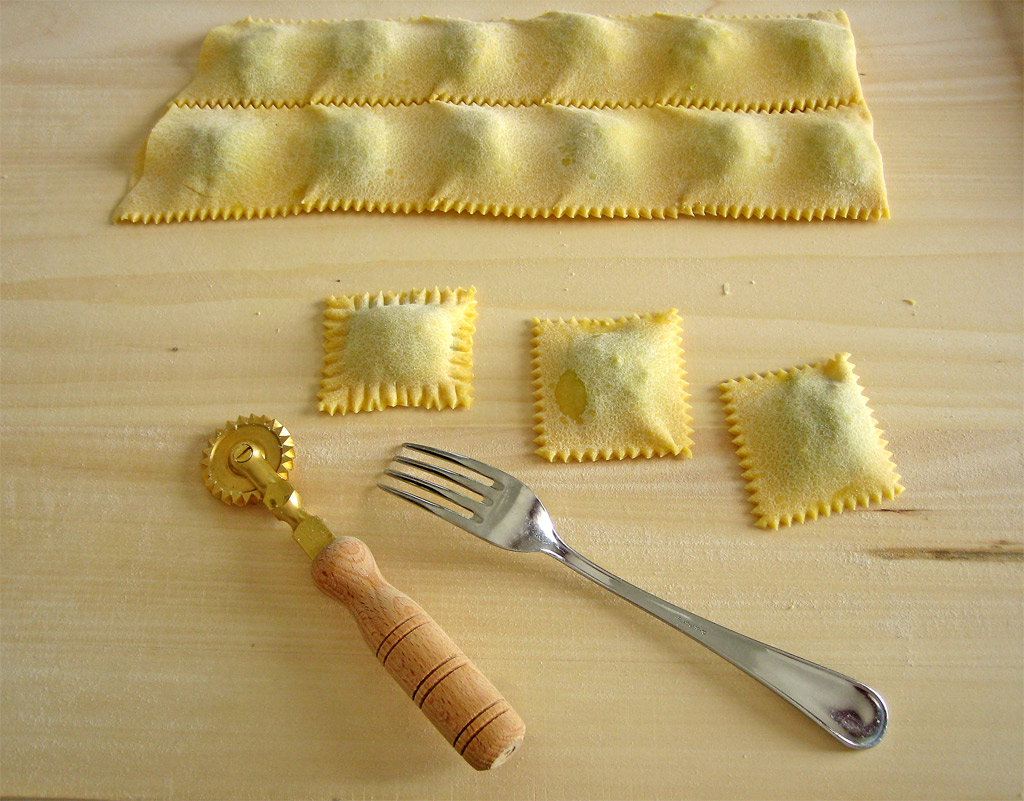
Gezahntes Teigrädchen für Ravioli

Deutsche Bezeichnungen wie Teigrädchen, Teigrad, Teichrädlein und Backradel können ab dem 17. Jahrhundert in Koch- und Wörterbüchern nachgewiesen werden, auch als Pasteten-Rädlein erscheint das Küchengerät im Italiänisch-Teutschen Sprach- und Wörterbuch aus dem Jahr 1693.